# Selecció de futbol d'Oman
La Selecció de futbol d'Oman és l'equip representatiu del país a les competicions oficials. La seva organització està a càrrec de l'Associació de Futbol d'Oman, que pertany a la AFC.

## Resultats a la Copa del Món
- 1930 a 1982 - No hi participà
- 1986 - Abandonà
- 1990 a 2010 - No es classificà

## Resultats a la Copa d'Àsia

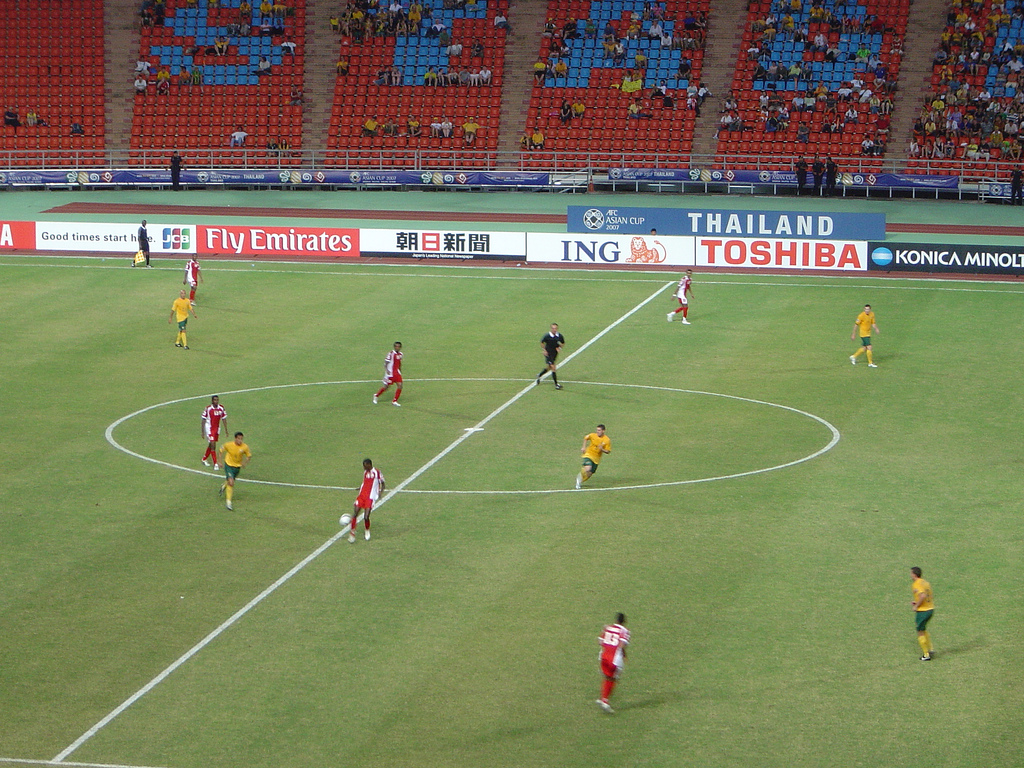
Oman a la Copa d'Àsia.

- 1956 a 1980 - No hi participà
- 1984 - No es classificà
- 1988 - No hi participà
- 1992 - No es classificà
- 1996 - No es classificà
- 2000 - No es classificà
- 2004 - Primera ronda
- 2007 - Primera ronda
- 2011 - No es classificà

## Resultats a la Copa del Golf de Nacions
- 1970 - No hi participà
- 1972 - No hi participà
- 1974 - 6è
- 1976 - 7è
- 1979 - 7è
- 1982 - 6è
- 1984 - 7è
- 1986 - 7è
- 1988 - 7è
- 1990 - 4t
- 1992 - 6è
- 1994 - 6è
- 1996 - 6è
- 1998 - 4t
- 2002 - 5è
- 2003 - 4t
- 2004 - 2n
- 2007 - 2n
- 2009 - Campió
- 2010 - Primera fase

## Entrenadors
| Entrenador                  | De          | A    |
| --------------------------- | ----------- | ---- |
| Mamadoh Mohammed Al-Khafaji | 1974        | 1976 |
| George Smith                | 1979        | 1979 |
| Hamed El-Dhiab              | 1980        | 1982 |
| Mansaf El-Meliti            | 1982        | 1982 |
| Paulo Heiki                 | 1984        | 1984 |
| Antônio Clemente            | 1986        | 1986 |
| Jorge Vitório               | 1986        | 1988 |
| Karl-Heinz Heddergott       | 1988        | 1989 |
| Bernd Patzke                | 1990        | 1992 |
| Heshmat Mohajerani          | 1992        | 1994 |
| Rashid bin Jaber Al-Yafi’i  | 1995        | 1996 |
| Mahmoud El-Gohary           | 1996        | 1996 |
| Jozef Vengloš               | 1996        | 1997 |
| Valdeir Vieira              | 1998        | 1999 |
| Carlos Alberto Torres       | 2000        | 2001 |
| Bernd Stange                | 2001        | 2001 |
| Milan Máčala                | 2001        | 2001 |
| Rashid bin Jaber Al-Yafi’i  | 2002        | 2002 |
| Milan Máčala                | 2003        | 2005 |
| Srečko Juričić              | 2005        | 2006 |
| Milan Máčala                | 2006        | 2007 |
| Gabriel Calderón            | 2007        | 2008 |
| Julio César Ribas           | 2008        | 2008 |
| Hamad Al-Azani              | 2008        | 2008 |
| Claude Le Roy               | Juliol 2008 |      |